# Катандзаро
Катандза́ро (итал. Catanzaro МФА: [katanˈdzaːro]о файле/[katanˈtsaːro], сиц. Catanzaru, Catanzharu, греч. Κατανθέρος, лат. Catacium, Chatacium, Catanciarium, Catanzarum, Catazanum, Catanzarium, Catanzara) — коммуна в Италии, в области Калабрия, является её столицей. Главный город провинции Катандзаро. Расположен в 7 км от залива Скуиллаче.
Население составляет 90 101 человека (2017 г.), плотность населения — 799,33 чел./км². Занимает площадь 102,3 км². Почтовый индекс — 88100. Телефонный код — 0961.
Покровителем коммуны почитается святой Витальяно из Капуи, празднование 16 июля, сопокровитель — Акакий Каппадокиянин.

## Демография
Динамика населения:

## Администрация коммуны
- Официальный сайт: http://www.comune.catanzaro.it Архивная копия от 22 июля 2011 на Wayback Machine